# Arrondissement de Thionville-Est
L'arrondissement de Thionville-Est est une ancienne division administrative française du département de la Moselle en région Lorraine, ayant existé de 1901 à 2014.

## Composition
L'arrondissement de Thionville-Est était composé en 2014 de six cantons :
- canton de Cattenom ;
- canton de Metzervisse ;
- canton de Sierck-les-Bains ;
- canton de Thionville-Est ;
- canton de Thionville-Ouest ;
- canton de Yutz.

## Historique et spécificité des arrondissements Thionvillois

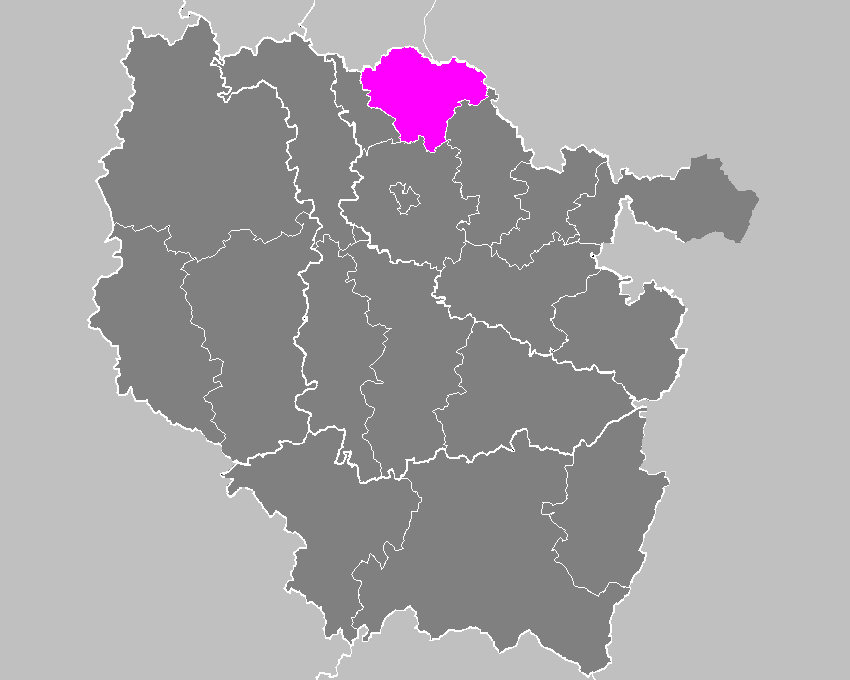
Situation de l'arrondissement dans la région Lorraine.

Lors de l'annexion allemande de 1871, la sous-préfecture de Thionville (en allemand Diedenhofen) a été maintenue en devenant l'arrondissement de Thionville.
Mais par ordonnance impériale du 8 avril 1901, deux Kreisdirektionen ont été créés (arrondissement de Thionville-Ouest et arrondissement de Thionville-Est). Cette division correspond à une réalité sociologique réelle, l'est (le plus grand) étant à dominante rurale (hormis la commune de Thionville elle-même), alors que l'ouest plus petit et étiré sur un axe nord-sud comprenait un bassin industriel fort, en particulier sidérurgique, mais était constitué de communes individuellement nettement plus petites en surface comme en population, la commune de Thionville ayant conservé en raison de sa population et des voies de communication et par sa proximité de l'arrondissement Ouest son attractivité tant économique qu'administrative sur le bassin industriel de l'Ouest.
Lors du retour de la Moselle à la France en 1919, les deux Kreisdirektionen ont été transformées en arrondissements sans les réunifier. Un régime transitoire gère les deux arrondissements de 1918 à 1920. Dans un premier temps une sous-préfecture est temporairement créée pour l’arrondissement de Thionville-Ouest et un sous-préfet séparé y est désigné entre 1920 et 1922 ; mais aucune autre commune du territoire industriel de Thionville-Ouest n’y est désignée pour en devenir chef-lieu et recevoir le siège de la nouvelle sous-préfecture, et les deux sous-préfets exercent depuis les mêmes locaux à Thionville dans l’arrondissement Est.
Aussi de 1922 à 2014, ces deux arrondissements sont placés à nouveau sous l'autorité d'un seul et unique sous-préfet, dans un bâtiment unique, la sous-préfecture de Thionville (qui abritait les locaux de la Kreisdirektion allemande pour l'Est), où est situé aussi le chef-lieu des deux cantons couvrant la commune de Thionville, ceux de Thionville-Est et Thionville-Ouest, eux aussi entièrement situés dans l'arrondissement de Thionville-Est. L’arrondissement de Thionville-Ouest ne contient donc pas son chef-lieu.

## Sous-préfets de Thionville
| Nom                     | Début               | Fin               | Notes |
| ----------------------- | ------------------- | ----------------- | --- |
| Jacques Rolly           | an VIII (1799–1800) | 1815              | Sous-préfet du Consulat puis du Premier Empire, maintenu durant la Première Restauration et les Cent-Jours. |
| Comte Joseph d'Arros    | 1816                | 1819              | Seconde Restauration. |
| Guillaume Teisser       | 1819                | 1830              | |
| Joseph Husson           | 1830                | 1830              | Monarchie de Juillet. A refusé sa nomination. |
| Simon Gallois           | 1830                | 1844              | |
| Baron Auguste Jacquinot | 1845                | 1848              | |
| Gustave Humbert         | 1848                | 1851              | Deuxième République |
| Aimé Martel du Porzou   | 1851                | 1852              | |
| Pierre Duranthon        | 1852                | 1855              | Second Empire |
| Léon Panot              | 1855                | 1865              | |
| Henri de Serres         | 1865                | 1870              | |
| —                       | 1871                | 1918              | Occupation par la Prusse alliée à la Confédération de l'Allemagne du Nord, puis annexion (au début en France de la Troisième République) par l’Empire allemand (ou « Deuxième Reich »), au sein du district de Lorraine dans la province impériale de l'Alsace-Lorraine. Les Allemands y nomment des Kreisleiter (préfets d'arrondissement), d’abord dans l'arrondissement de Thionville, puis lorsqu'il est coupé en deux par ordonnance impériale le 8 avril 1901 dans l'arrondissement de Thionville-Est et l'arrondissement de Thionville-Ouest. |
| —                       | 1918                | 1920              | Restitution de l’Alsace-Lorraine à la France à la fin de la Première Guerre mondiale en application du traité de Versailles. Régime spécial provisoire. |
| Louis Adam              | 1920                | 1934              | De 1920 à 1922, il fut seulement sous-préfet de Thionville-Est. |
| Roger Léonard           | 1934                | 1938              | |
| Albert Durocher         | 1938                | 1940              | En 1940, il restera de jure sous-préfet, le gouvernement de Vichy n'ayant pas reconnu l'annexion allemande. Il demeura en exil à Montauban jusqu'en 1944 où il régla les difficultés des Lorrains exilés dans le sud de la France. Il est arrêté par les Allemands peu de temps avant la libération. |
| —                       | 1940                | 1944              | Occupation allemande durant le régime de Vichy. Le département de la Moselle fut réannexé de facto (car non publié officiellement et non reconnu par l’État français) par l’Empire allemand et administré par le Chef der Zivilverwaltung-Gebiet Lothringen (chef du district civil de Lorraine) ; il fut rattaché au Gau Saarpfalz (pays de la Plaine de Sarre) dont la capitale était à Neustadt an der Weinstraße dans le Palatinat (sans le rattacher à l'ancienne province impériale d'Alsace-Lorraine de 1871 qui ne fut pas reconstituée). Puis ce district civil de Lorraine fut amputé de sa partie la plus orientale (pour la rattacher au district de Basse-Alsace, l’actuel département du Bas-Rhin), le pays de la Plaine de Sarre devenant alors le Gau Westmark (pays de la Marche de l'Ouest) dont la capitale revint en Lorraine à Sarrebruck. |
| Paul Schwab             | 1944                | 1948              | Nommé par le Gouvernement provisoire lors de la libération, le sous-préfet reste en exercice au début de la Quatrième République. |
| Maurice Oster           | 16 juin 1948        | 20 septembre 1950 | |
| Jean Carel              | 20 septembre 1950   | 11 novembre 1955  | |
| Jacques Doueil          | 11 novembre 1955    | 29 juillet 1959   | Reste en exercice au début de la Cinquième République. |
| Cécil Mullins           | 29 juillet 1959     | 19 septembre 1962 | |
| Maurice Planque         | 16 septembre 1962   | 19 novembre 1966  | |
| Alex Gobin              | 16 novembre 1966    | 30 novembre       | |
| Pierre Verbrugghe       | 8 janvier 1973      | 20 octobre 1975   | |
| Jacques Guérin          | 3 novembre 1975     | 20 mai 1977       | |
| Philippe Kessler        | 1er juillet 1977    | 14 avril 1980     | |
| Roger Gros              | 19 mai 1980         | 14 janvier 1982   | |
| Bernard Sarrazin        | 19 février 1982     | 1er février 1985  | |
| Georges Bérard          | 1er juillet 1985    | 18 juin 1990      | |
| Claude Pierret          | 19 juin 1990        | 1er juillet 1994  | |
| Jean-Claude Prager      | 7 juillet 1994      | 1er février 1997  | |
| Dominique Blais         | 7 avril 1997        | 22 mars 2002      | |
| André Horel             | 1er avril 2002      | 1er février 2005  | |
| François Marzorati      | 25 avril 2005       | 19 décembre 2012  | |
| Étienne Stock           | 8 février 2013      | mars 2015         | |